# Claude Mesplède
Pour les articles homonymes, voir Mesplède (homonymie).
Claude Mesplède, né le 11 janvier 1939 à Saint-Laurent-de-la-Prée (Charente-Maritime) et mort le 27 décembre 2018 à Toulouse,,, est un éditeur et critique littéraire spécialiste du roman policier. Comme Michel Lebrun avant lui, il est surnommé le "Pape du polar". Il est le frère de l'écrivain Pierre-Alain Mesplède.

## Biographie

### Études et débuts professionnels
Claude Mesplède fait ses études secondaires au lycée Berthelot de Toulouse.
En 1954, il rentre à l'école d'apprentissage d'Air France à Massy-Palaiseau et obtient en 1957 un CAP d'électricien en aéronautique. Il travaille à Air France de 1957 à 1993 d'abord à Orly Nord, puis à Toulouse. Il alterne travail professionnel (metteur au point sur équipements au centre industriel) et fonctions syndicales locales puis nationales à la CGT. Il organise alors des rencontres entre salariés de l'entreprise et artistes. Il invite ainsi Jorge Semprun à Orly Nord en 1963 et une fois muté à Toulouse, fait venir l'orchestre du Capitole dans un hangar de l'entreprise.

### Travail de critique et d'historien du genre policier
Passionné de littérature, il découvre très tôt les romanciers populaires et le roman noir américain, notamment La Moisson rouge de Dashiell Hammett, qui, selon ses dires, a changé son existence. En 1981, il commence une carrière de critique littéraire. Il devient par la suite conseiller littéraire de plusieurs maisons d'édition ainsi que directeur de collection. À partir de 1996, il est le référent polar de l'Encyclopaedia Universalis. Entre 1995 et 1998, il est également président de 813, l'association des amis de la littérature policière.
Son premier ouvrage Voyage au bout de la Noire (1982), écrit en collaboration avec J.-J. Schleret, constitue le premier dictionnaire exhaustif sur la Série noire, ce qui lui vaut d'être invité à l'émission Apostrophes. Première manifestation d'un extraordinaire travail de critique et d'anthologiste qui, au fil d'innombrables articles et de nombreux volumes, l'amène à concevoir et diriger la rédaction du Dictionnaire des littératures policières paru en 2003, œuvre sans équivalent qui aborde le genre littéraire dans tous ses aspects, à toutes les époques et à l'échelle universelle. Claude Mesplède y souligne notamment que des écrits émanant d'auteurs comme Apollinaire, Maupassant, Erckmann-Chatrian, Oscar Wilde ou encore Erskine Caldwell relèvent de ce genre.

### Notoriété dans le milieu du polar
Au fil du temps, Claude Mesplède a noué de solides amitiés avec de nombreux auteurs de polars français et étrangers. Il est ainsi qualifié d'"ami des écrivains" par Caryl Férey. Sa connaissance du genre policier, son activité éditoriale incessante et ses relations avec les écrivains lui ont valu le surnom de "pape du polar". Claude Mesplede et son épouse Ida créent le festival Toulouse polar du sud en 2007 qu'il dirige jusqu'en 2014. En 2015, il crée un autre festival qui associe le polar et les vendanges : "Lisle noir" du côté de Lisle-sur-Tarn.
Une trentaine d'auteurs se sont amusés à baptiser dans leurs romans des personnages "Claude Mesplède" en hommage à celui-ci. Daniel Picouly dans Le Champ de personne en 1995, James Ellroy en a fait un tueur à gages dans sa série Underworld USA, DOA et Dominique Manotti dans L'Honorable Société (Gallimard, coll. "Série noire", 2011) ont créé le brigadier Claude Mesplède, Dennis Lehane dans Un pays à l'aube (Rivages, 2009). Nadine Monfils dans Maboul Kitchen (Belfond, 2015) fait de lui l'auteur du livre Le Mystère de la bougnette. Malika Ferdjoukh, autrice jeunesse, en fait un marchand de glaces dans le dernier tome de sa tétralogie Quatre Sœurs (École des loisirs, coll. "Medium", 2004) et Pascal Dessaint en a fait un commissaire de police dans trois de ses romans se déroulant à Toulouse.

### Engagement politique
Il est adhérent à la CGT et au PCF de 1958 à 1979. Il occupe différentes responsabilités syndicales, notamment secrétaire de la section syndicale CGT Air France Orly Nord (1965-1969), puis secrétaire général adjoint du syndicat CGT Air France (1969-1975). En 1966, il est vivement critiqué au sein du PCF car il a refusé que celle-ci ait recours à la violence contre les militants trotskystes de Voix ouvrière, futur Lutte ouvrière. Du 17 mai au 6 juin 1968, il dirige la grève et l'occupation du site d'Orly. En 1979, il démissionne du PCF regrettant l'absence d'évolution de ce parti.
En 2012, il soutient Jean-Luc Mélenchon, candidat du Front de gauche à l'élection présidentielle.

## Conception du polar
Claude Mesplède met en exergue la dimension à la fois populaire et politique du polar. Accessible au plus grand nombre, ce type de roman permet le développement d'un regard critique sur le monde au sens où il met au jour les oppressions sociales et dévoile l'influence des pouvoirs occultes. Dès son origine, le polar américain dénonce ainsi le racisme, l'antisémitisme, l'intolérance ou encore les dégâts de la prohibition,.

## Œuvre

### Romans
- Pas de peau pour Miss Amaryllis (roman jeunesse) / ill. de Jean-Louis Tripp. Paris : Syros, coll. "Souris noire" no 20, 1987, 26 p.  (ISBN 2-86738-273-4) (erroné) Adapté à la télévision sous le titre Panique au zoo, par Joseph Périgot, réalisation Jean-Louis Bertuccelli (série Souris noire, FR3).
- Le Cantique des cantines. Paris : Baleine, coll. "Le Poulpe" no 13, 1997, 135 p.  (ISBN 2-84219-012-2) Rééd. dans Trente ans d'écrits sur le polar, vol. 1, Krakoen, 2013.

### Nouvelles
- Roxane, où es-tu ?, Sud-Ouest, 1996.
- Septembre (cadavre exquis), dans L'Agenda du polar 1998. Bollène : Stylus, 11/1997.
- Le Repos du routier, dans Requiem pour un muckraker : 22 nouvelles noires en hommage à Marvin H. Albert, 1924-1996 / sous la direction de Roger Martin. Paris : Baleine, 11/1999, p. 173-182.  (ISBN 2-84219-236-2)
- Y'a pas photo !, dans RDV au pied de la statue / sous la direction de Frédéric Prilleux. Dinan : Terre de Brume, coll. « Granit noir » no 43, 11/2007  (ISBN 978-2-843-62366-0). Recueil de nouvelles du 8e concours La Noiraude La Fureur du Noir. Reprise de cette nouvelle jumelée avec  Bonhomme soleil de Jean-François Coatmeur, Double Noir, 04/2018[15]
- L'Exquise Nouvelle : aventure littéraire et néanmoins facebookienne / organisée par Maxime Gillio et David Boidin. Longchamps : Éd. la Madolière, coll. "Monade", 2011.  (ISBN 978-2-917454-06-0)
- Partage, dans 20 ans dans un fauteuil, 2014, salon Sang d'encre de Vienne, 1994-2014.

### Études
- SN, voyage au bout de la Noire : inventaire de 732 auteurs et de leurs œuvres publiés en séries Noire et Blème : suivi d'une filmographie complète / avec Jean-Jacques Schleret. Paris : Futuropolis, 1982, 476 p. Biographie, bibliographie et filmographie de 732 auteurs des collections "Série Noire" et "Série Blême" (1945-1980). Trophée 813 Prix Maurice-Renault de la meilleure étude policière 1983
- SN, voyage au bout de la Noire : tome 2, 1985. Avec 72 nouveaux auteurs (1980-1985)
- Chroniques au noir, Options, 1995. Recueil des articles publiés dans la revue Options (1993-1995).
- Claude Mesplède et Jean-Jacques Schleret (Éd. rév. de: SN, voyage au bout de la Noire), Les auteurs de la Série noire, 1945-1995, Nantes, Joseph K, coll. « Temps noir », 1996, 627 p. (ISBN 978-2-910686-11-6, OCLC 300207570).
- Polars et films noirs / avec François Guérif. Boulogne-Billancourt : Timée-Éditions, coll. "Les 50 plus belles histoires", 08/2006, 141 p.  (ISBN 2-915586-64-0)
- Trente ans d'écrits sur le polar, vol. 1 : 1982-2012. Lille : Krakoen, coll. « Cours-lettrages », 02/2013, 372 p.  (ISBN 978-2-36794-015-1) Recueil de récits, de critiques et d'entretiens sur le polar parus sous forme d'articles dans la revue Options.
- C'est l'histoire de la Série noire 1945-2015, Franck Lhomeau et Claude Mesplède (Éd. rév. de: SN, voyage au bout de la Noire et des auteurs de la Série noire, 1945-1995) Paris, Gallimard, 2015, 264 pages

### Articles de fonds dans des ouvrages collectifs
- « Genre et public du roman policier », dans Le Monde des littératures, Encyclopaedia Universalis, 12/2003, p. 418-421.  (ISBN 978-2-85229-751-7)
- « La Série Noire de Robert Soulat » / avec Alban Cerisier, dans C'est l'histoire de la Série Noire 1945-2015 / sous la direction d'Alban Cerisier et Franck Lhomeau. Paris : Gallimard, 11/2015, p. 118-132.  (ISBN 978-2-07-010709-4)

### Direction d'ouvrages collectifs

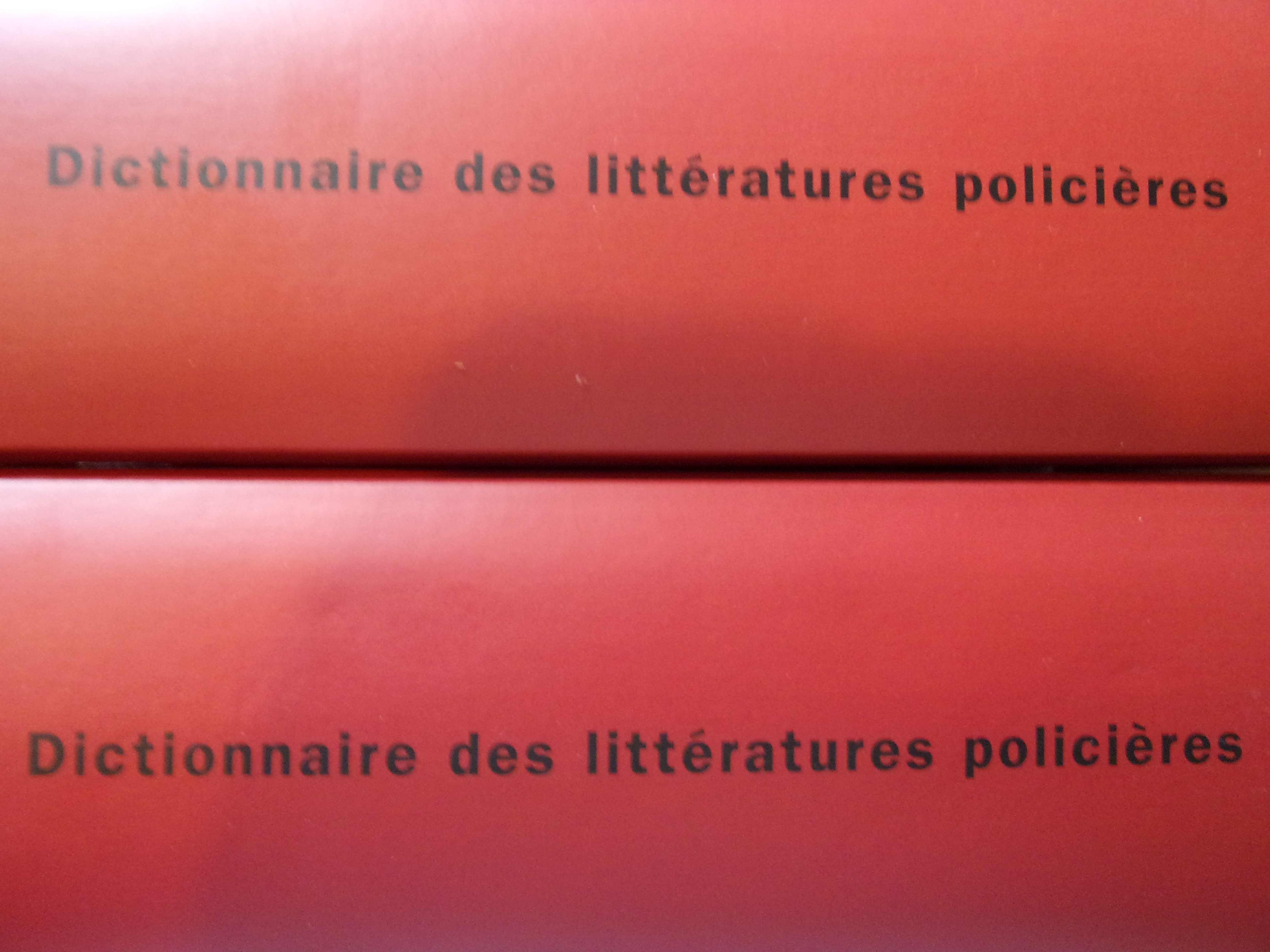
Vue des tranches des deux tomes du Mesplède.

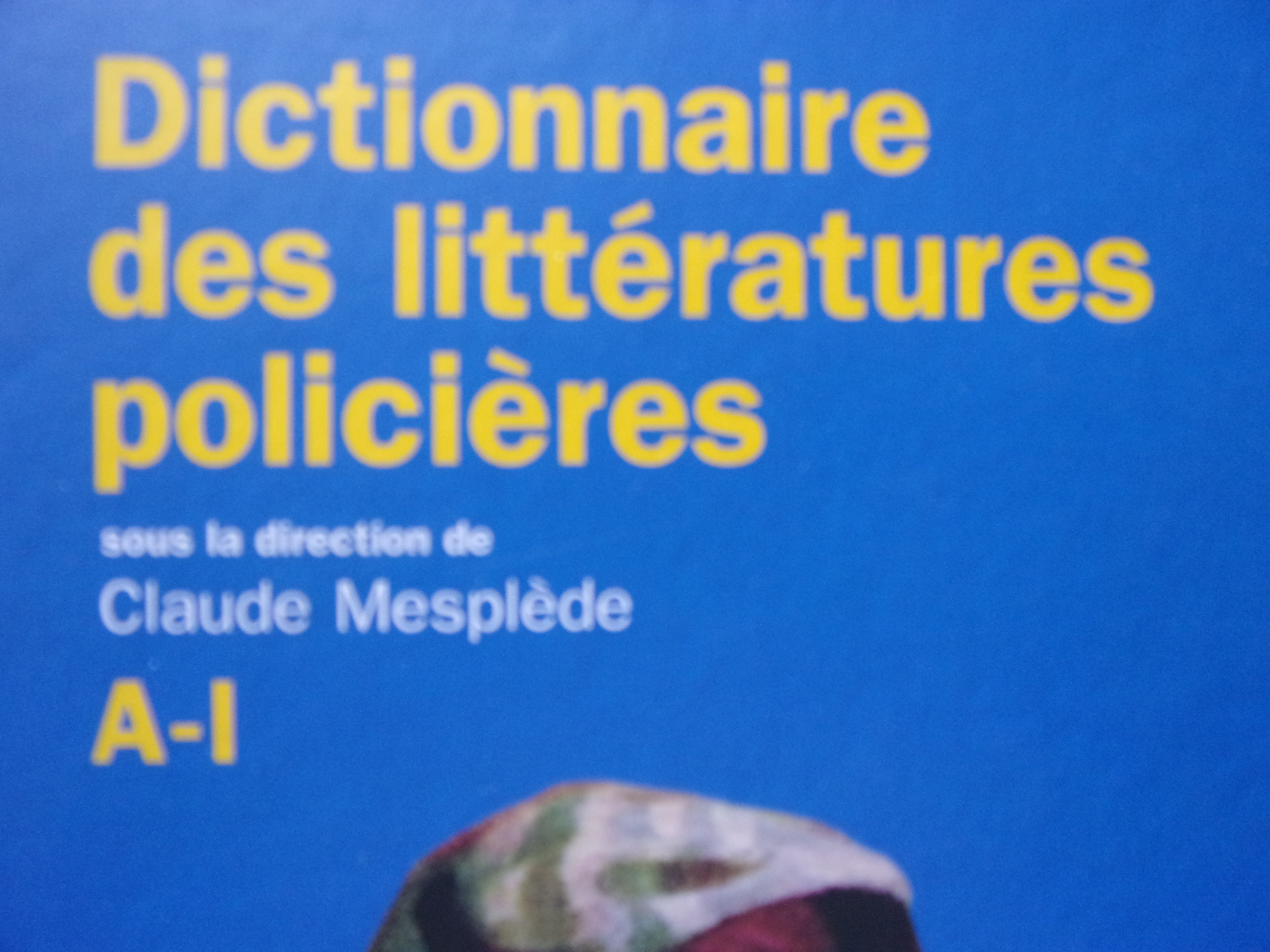
Haut de la page de couverture du premier tome du Mesplède.

- Claude Mesplède (dir.), Les Années Série Noire, Encrage. Étude de la collection Gallimard. Chaque volume comprend l'analyse de 500 titres (résumé complet de l'ouvrage, jugement critique, citation, curiosités) des fiches personnages, plusieurs index (thèmes, personnages, traducteurs, titres originaux, lieux, titres français) et une approche de la politique éditoriale suivie année après année.
  - Volume 1 (1945-1959), coll. « Travaux » no 13, 1992. Trophée 813 Prix Maurice Renault 1992
  - Volume 2 (1959-1966), coll. « Travaux » no 17, 1993
  - Volume 3 (1966-1972), coll. « Travaux » no 22, 1994
  - Volume 4 (1972-1982), coll. « Travaux » no 25, 1995
  - Volume 5 (1982-1995), coll. « Travaux » no 36, 2000
- Claude Mesplède (dir.), Dictionnaire des littératures policières, préface de François Guérif, Nantes, Joseph K., coll. « Temps noir », 2003. Dictionnaire des littératures policières à vocation encyclopédique proposant aussi bien des articles sur les thèmes caractéristiques du genre policier que sur les collections, les magazines, les auteurs (notices biobibliographiques), les personnages, etc.
  - Volume 1, A-I, 916 p.  (ISBN 2-910686-31-0)
  - Volume 2, J-Z, 917 p.  (ISBN 2-910686-32-9)
- Claude Mesplède (dir.), Dictionnaire des littératures policières, seconde édition, préfaces de François Guérif et de Daniel Pennac, Nantes, Joseph K., coll. « Temps noir », 2007[16]
  - Volume 1, A-I, 1056 p.  (ISBN 978-2-910686-44-4)
  - Volume 2, J-Z, 1088 p.  (ISBN 978-2-910686-45-1)

### Direction d'anthologies
- Claude Mesplède et Michel Lebrun, La Crème du crime : anthologie de la nouvelle noire et policière française, L’Atalante, coll. « Insomniaques & ferroviaires », 1995. Deux volumes. Anthologie de la nouvelle noire et policière francophone. Choix de 88 textes précédés d’une histoire du roman policier français des origines à nos jours.
- Contes noirs de fin de siècle. Paris : Fleuve noir, coll. "Les Noirs" no 71, 1999, 324 p.  (ISBN 2-265-06583-8) Anthologie de nouvelles noires inédites avec treize auteurs français. Titre primitif : Joyeux Noëls

### Collaborations
- Extérieur nuit / photogr. de Gilles Larvor ; bio-bibliographies de Claude Mesplède. Nantes : Joseph K., coll. « Temps noir », 12/2001, 142 p.  (ISBN 9782910686352)
- La Vérité sur Cesare Battisti / textes et documents rassemblés par Fred Vargas ; avec la collaboration de Claude Mesplède, Claude Amoz, Alexandre Bilous. Paris : Viviane Hamy, coll. "Bis", 05/2004, 237 p.  (ISBN 2-87858-195-4)

### Préfaces ou postfaces aux livres suivants
- Jacques Breton, Les Collections policières en France au tournant des années 1990 / préf. de Claude Mesplède. Paris : Éd. du Cercle de la librairie, 1992, 623 p.  (ISBN 2-7654-0495-X)
- Mildred Davis, Trois minutes avant minuit (Three Minutes To Midnight) / trad. de l'américain par France-Marie Watkins ; postf. de Claude Mesplède. Monaco : Éd. du Rocher, coll. "Bibliothèque du suspense", 2001, 220 p. ; Auvers-sur-Oise : À vue d'œil, 2001, 373 p.  (ISBN 2-84666-033-6)
- Freeman Wills Crofts, L'Énigme du cargo (The Pit-Prop Syndicate, 1922) / trad. E. Houssin ; postf. Claude Mesplède. Monaco : Éd. du Rocher, coll. "Bibliothèque du suspense", 2001, 247 p.  (ISBN 2-268-03598-0)
- Ursula Curtiss, Le Cimetière des innocentes (The Forbidden Garden, 1962) / trad. de l'américain par Jacqueline et Igor B. Maslowski ; postf. Claude Mesplède. Monaco : Éd. du Rocher, coll. "Bibliothèque du suspense", 2001, 149 p.  (ISBN 2-268-03609-X)
- Helen Nielsen, La Fille des fjords (False Witness, 1959) / trad. de l'américain par Catherine Grégoire ; postf. de Claude Mesplède. Monaco : Éd. du Rocher, coll. "Bibliothèque du suspense", 2002, 186 p.  (ISBN 2-268-04368-1)
- Ellis Peters, Le Masque de mort (Death Mask, 1959) / trad. de l'anglais par Marcel Henry ; postf. de Claude Mesplède. Monaco : Éd. du Rocher, coll. "Bibliothèque du suspense", 04/2003, 206 p.  (ISBN 2-268-04367-3) ; Auvers-sur-Oise : À vue d'œil, 2003, 379 p. ; 10-18, coll. "Grands détectives" no 3722, 07/2004, 237 p.  (ISBN 2-264-03983-3)
- Paco Ignacio Taibo II, 68 / trad. de l'espagnol par Sebastian Cortés et Pierre-Jean Cournet ; préf. Claude Mesplède. Montreuil : l'Échappée, 2008, 124 p.  (ISBN 978-2-915830-14-9)
- Jean-Patrick Manchette, Nada, RBA, coll. « Serie Negra », 2009, 192 p.
- Françoise Guérin, Quatre carnages et un enterrement : lire et écrire des nouvelles policières, comment faire ? / préf. et notice historique de Claude Mesplède. Gibles : D'un noir si bleu éd., 2010, 115 p.  (ISBN 978-2-916499-50-5)
- Gilles Warembourg, Monsieur Georges / préf. de Claude Mesplède et d'Alexander Ross. Bersée : Atria, 2013, 220 p.  (ISBN 978-2-918078-34-0)
- Abraham Lincoln, Le Mystère Trailor / trad. de Franq Dilo. SKA, coll. "Noire sœur", 03/2014.  (ISBN 979-10-234-0309-1)[17]
- Antoine Léger, Les 6 coups de minuits. Paris : Paul & Mike, 2014, 136 p.  (ISBN 978-2-36651-043-0)
- Roland Sadaune, Facteurs d'ombres : portraits polar. Nesles-la-Vallée : Val-d'Oise, 2013, 164 p.  (ISBN 2-913394-48-5)
- George Arion, Qui veut la peau d'Andreï Mladin ?. Bruxelles : Genèse Édition, 2015, 215 p.  (ISBN 978-2-930585-64-2)

### Présentations de films
- L'Engrenage fatal (Railroaded !, 1947) / réal. Anthony Mann. Paris : Bach films, 2007. 1 DVD vidéo. Présentation du film par Stéphane Bourgoin, entretien avec François Guérif, présentation de Gertrude Walker par Claude Mesplède.  (EAN 3760054381100)
- Jack l'Éventreur (Man in the Attic, 1953) / réal. Hugo Fregonese. Paris : Bach films, 2007. 1 DVD vidéo (Serial polar). Présentation du film par Stéphane Bourgoin, entretiens avec Jean-Pierre Bouyoux, Claude Mesplède et François Guérif.  (EAN 3760054380905)
- Le Mystère de la chambre close (The Kennel Murder Case, 1933) / réal. Michael Curtiz. Paris : Bach films, 2007. 1 DVD vidéo (Serial polar). Contient aussi : « À propos du film » par Stéphane Bourgoin, « À propos de S.S. Van Dine » par Claude Mesplède, « L'esthétique du film noir » par Jean-Hugues Oppel et François Guérif.  (EAN 3760054380851)

### Activités éditoriales
Lecteur
- Il a été conseiller littéraire (L'Atalante, Zulma, Festival de Saint-Quentin en Yvelines)
- lecteur de manuscrits (Rivages)

Directeur de collections
Claude Mesplède a dirigé :
- la collection « Le Mascaret noir » aux Éd. Le Mascaret (Bordeaux), de 1987 à 1994 (10 titres).
- les collections « Bibliothèque du Mystère » et « Bibliothèque du Suspense » aux Éd. du Rocher, de 1999 à 2003.
- la collection « Noir urbain » : un lieu, un auteur, une photographe, une fiction : le grand roman noir de la ville aujourd'hui / conçue par Henry Dougier aux Éditions Autrement, de 2004 à 2005 (15 titres).
- la collection « Double Noir » publiée par l'association Nèfle noire : opuscules comprenant pour chaque volume deux textes courts, le premier écrit par un auteur classique, qui s’est essayé au genre policier, le second d’un écrivain contemporain[18].

## Prix et distinctions
- 1983 : Trophée 813 Prix Maurice-Renault, pour Voyage au bout de la noire, avec Jean-Jacques Schleret (Futuropolis, 1982)
- 1992 : Trophée 813 Prix Maurice-Renault, pour Les Années Série Noire vol.1 (1945-1959) (Encrage « Travaux » no 13, 1992)
- 1997 : Trophée 813 Prix Maurice-Renault, pour Les Auteurs de la Série Noire 1945-1995 (éd. rev. et augm. de Voyage au bout de la noire) (Éd. Joseph K. « Temps noir », 1996)
- 1997 : Médaille de la ville de Bergerac pour les services rendus à son festival "Suite pour série noire"
- 2004 : Trophée 813 Prix Maurice-Renault, pour Dictionnaire des littératures policières (2 vol.) (Joseph K., coll. « Temps Noir », 2003)
- 2008 : Trophée d'honneur 813 pour l'ensemble de son œuvre
- 2010 : Diplôme d'honneur de la Société Sherlock Holmes de France
- 2010 : Médaille de la ville de Villeneuve-lez-Avignon pour services rendus à la littérature policière.
- 2015 : Prix Hammett de la Semana Negra

## Hommage
En 2021, est créé un prix à son nom récompensant un roman dont l'auteur est encore peu connu du public et des médias afin de révéler un écrivain en devenir.

### Lauréats
- 2021 : Caroline Hinault pour Solak[20]
- 2022 : Sylvia Cagninacci pour Des îles et ses chiens[21]
- 2023 : Aude Cirier éditrice du Quarto Gallimard consacré à Horace McCoy[22]
- 2024 : Natacha Levet, Le Roman noir, une histoire française (Presses Universitaires de France)[23]
- 2025 : Claire Caland-Rouby et Sandrine Kerion, Histoire du polar (Les Humanoïdes Associés)[24]